# Évêché titulaire d'Absorus
Absorus (italien : Ossero) est un siège titulaire de l'Église catholique romaine.
Il tient son origine d'un ancien évêché de la ville antique du même nom, devenue de nos jours la ville d'Osor dans la province romaine de Dalmatie. Cet évêché était affecté à la province ecclésiastique de Salona.
| Évêques titulaires d'Absorus |                          |                                                    |                 |                   |
| Ordre                        | Nom                      | Administration                                     | de              | à                 |
| 1                            | Karl Moser (de)          | Évêque auxiliaire de Vienne (Autriche)             | 9 juillet 1969  | 29 septembre 1991 |
| 2                            | Peter Henrici, SJ        | Évêque auxiliaire de Coire (Suisse)                | 4 mars 1993     | 6 juin 2023       |
| 3                            | John Joseph Kennedy (en) | Secrétaire du Dicastère pour la Doctrine de la foi | 29 juillet 2024 |                   |